# Isola Moržovec
L'isola Moržovec (in russo Остров Моржовец, ostrov Moržovec) è un'isola russa del Mar Bianco. Amministrativamente fa parte del Mezenskij rajon dell'oblast' di Arcangelo, nel Circondario federale nordoccidentale.

## Geografia
L'isola si trova solo pochi chilometri sopra il Circolo polare artico, ad una distanza di 23,3 km dal continente; è situata all'ingresso del golfo del Mezen', la sua forma è ovale, con una lunghezza di circa 18 km, e una larghezza di 8,5 km; ha una superficie di 110 km². 
L'isola è piatta e coperta dalla tipica vegetazione della tundra. Ha moltissimi laghi, il maggiore dei quali, nella parte centro-orientale, è il lago Bol'šoj Čaič'e (озеро Большой Чаичье).
Sull'isola c'è una stazione meteo e sul suo lato nord-occidentale si trova un faro, l'insediamento che si trova a nord, Severnij Gorodok (Северный Городок, 66°45′26.83″N 42°31′06.47″E) si occupa delle due postazioni.

## Storia
Storicamente, la costa della baia del Mezen' era zona di pesca dei Pomory, che popolavano la regione; a causa delle condizioni meteo che erano molto difficili, l'isola Moržovec costituiva spesso una speranza di salvezza.
Il padre dello scienziato russo Michail Lomonosov, Vasily, perì in mare e il suo corpo venne rinvenuto sull'isola. I pescatori Pomori avevano costruito sull'isola una cappella, che non si è conservata.